# SRSF12
SRSF12 (англ. Serine and arginine rich splicing factor 12) – білок, який кодується однойменним геном, розташованим у людей на 6-й хромосомі. Довжина поліпептидного ланцюга білка становить 261 амінокислот, а молекулярна маса — 30 512.
| 10         |  | 20         |  | 30         |  | 40         |  | 50         |
| ---------- |  | ---------- |  | ---------- |  | ---------- |  | ---------- |
| MSRYTRPPNT |  | SLFIRNVADA |  | TRPEDLRREF |  | GRYGPIVDVY |  | IPLDFYTRRP |
| RGFAYVQFED |  | VRDAEDALYN |  | LNRKWVCGRQ |  | IEIQFAQGDR |  | KTPGQMKSKE |
| RHPCSPSDHR |  | RSRSPSQRRT |  | RSRSSSWGRN |  | RRRSDSLKES |  | RHRRFSYSQS |
| KSRSKSLPRR |  | STSARQSRTP |  | RRNFGSRGRS |  | RSKSLQKRSK |  | SIGKSQSSSP |
| QKQTSSGTKS |  | RSHGRHSDSI |  | ARSPCKSPKG |  | YTNSETKVQT |  | AKHSHFRSHS |
| RSRSYRHKNS |  | W          |  |            |  |            |  |            |

A: Аланін

C: Цистеїн

D: Аспарагінова кислота

E: Глутамінова кислота

F: Фенілаланін

G: Гліцин

H: Гістидин

I: Ізолейцин

K: Лізин

L: Лейцин

M: Метіонін

N: Аспарагін

P: Пролін

Q: Глутамін

R: Аргінін

S: Серин

T: Треонін

V: Валін

W: Триптофан

Задіяний у таких біологічних процесах, як процесинг мРНК, сплайсинг мРНК. 
Білок має сайт для зв'язування з РНК. 
Локалізований у ядрі.